# Piercia pella
Piercia pella là một loài bướm đêm trong họ Geometridae.